# Аминогликозиды
Аминогликозиды — группа органических веществ, общим в химическом строении которых является наличие в молекуле аминосахара, соединённого гликозидной связью с аминоциклическим кольцом. Многие аминогликозиды являются антибиотиками. По химическому строению к аминогликозидам близок также спектиномицин, аминоциклитоловый антибиотик. Основное клиническое значение аминогликозидов заключается в их активности в отношении аэробных грамотрицательных бактерий.

## Механизм действия
Аминогликозиды образуют связи с бактериальными рибосомами и нарушают биосинтез белков в клетках, вызывая разрыв потока генетической информации в клетке.
Гентамицин так же может воздействовать на синтез белка, нарушая функции 30S-субъединицы рибосомы.

## Общие свойства
Аминогликозиды являются бактерицидными антибиотиками, то есть непосредственно убивают чувствительные к ним микроорганизмы (в отличие от бактериостатических антибиотиков, которые лишь тормозят размножение микроорганизмов, а справиться с их уничтожением должен иммунитет организма хозяина). Поэтому аминогликозиды проявляют быстрый эффект при большинстве тяжёлых инфекций, вызванных чувствительными к ним микроорганизмами, и их клиническая эффективность гораздо меньше зависит от состояния иммунитета больного, чем эффективность бактериостатиков. Это делает аминогликозиды одними из препаратов выбора при тяжёлых инфекциях, сопряжённых с глубоким угнетением иммунитета, в частности, при фебрильной нейтропении.
Аминогликозиды оказывают бактерицидное действие независимо от фазы размножения микроорганизмов, в том числе и на микроорганизмы, находящиеся в фазе покоя, в отличие от бета-лактамных антибиотиков, действующих бактерицидно прежде всего на размножающиеся микроорганизмы. Поэтому терапевтическая эффективность аминогликозидов, в отличие от бета-лактамов, не снижается при одновременном назначении бактериостатически действующих антибиотиков.
Для действия аминогликозидов необходимы аэробные условия (наличие кислорода) как внутри бактериальной клетки-мишени, так и в тканях инфекционного очага. Поэтому аминогликозиды не действуют на анаэробные микроорганизмы, а также недостаточно эффективны в плохо кровоснабжаемых, гипоксемичных или некротизированных (омертвевших) тканях, в полостях абсцессов и кавернах.
Бактерицидная активность аминогликозидов также сильно зависит от pH среды: они значительно менее эффективны в кислой или нейтральной среде, чем в слабощелочной (при pH около 7.5 или чуть выше). По этой причине эффективность аминогликозидов при инфекциях почек и мочевых путей увеличивается при подщелачивании мочи и снижается при её кислой реакции. Эффективность аминогликозидов при сепсисе (бактериемии), фебрильной нейтропении также увеличивается при одновременной коррекции метаболического ацидоза. При абсцессах, пневмонии эффективность аминогликозидов бывает недостаточной, поскольку в полости абсцесса и в инфицированной лёгочной ткани pH обычно кислый (6.4-6.5). Активность аминогликозидов также снижается в присутствии двухвалентных катионов, в частности, ионов кальция и магния. Поэтому аминогликозиды недостаточно эффективны при остеомиелите (так как костная ткань богата кальцием) и в очагах, подвергшихся кальцификации (обызвествлению).
Белки и фрагменты ДНК тканевого детрита, образующегося при нагноении и разрушении тканей, также снижают эффективность аминогликозидов, поскольку аминогликозиды относятся к препаратам, сильно связывающимся с белками.
Аминогликозиды не проникают внутрь клеток животных организмов, поэтому не действуют на возбудителей, находящихся внутриклеточно, даже в тех случаях, когда в культуре, in vitro, возбудитель инфекции чувствителен к аминогликозидам. В частности, аминогликозиды неэффективны против шигелл, сальмонелл.

## Классификация аминогликозидов
Выделяют четыре поколения аминогликозидов:
| I поколение                     | II поколение                               | III поколение | IV поколение |
| ------------------------------- | ------------------------------------------ | ------------- | ------------ |
| стрептомицин канамицин неомицин | гентамицин тобрамицин нетилмицин сизомицин | амикацин      | изепамицин   |

Антибиотики группы аминогликозидов следующего поколения: плазомицин.

## Исторические сведения
Исторически первым аминогликозидом был стрептомицин, выделенный в 1944 году из актиномицета Streptomyces griseus. Он также был одним из первых известных антибиотиков вообще, вторым после пенициллина. В 1957 году был выделен канамицин.
На заре эры антибиотикотерапии стрептомицин, наряду с пенициллином, применяли широко и практически бесконтрольно, в том числе и при банальных инфекциях, которые в настоящее время не расцениваются как показания к назначению аминогликозидных антибиотиков. Это способствовало нарастанию устойчивости возбудителей банальных инфекций к стрептомицину и появлению частичной перекрёстной устойчивости к другим аминогликозидам.
Впоследствии стрептомицин из-за высокой ототоксичности и нефротоксичности, а также из-за быстрого развития устойчивости большинства часто встречающихся возбудителей к нему стали применять почти исключительно в составе комбинированных режимов специфической химиотерапии туберкулёза, а также некоторых редких, почти ликвидированных в настоящее время инфекций, таких, как чума, а основным применяемым аминогликозидом в остальных клинических ситуациях на долгое время стал канамицин.
В настоящее время основными, наиболее часто применяемыми, аминогликозидными антибиотиками являются препараты II поколения, в частности, гентамицин. Частота назначения канамицина значительно снизилась в связи с тем, что он обладает более высокой ото- и нефротоксичностью по сравнению с препаратами II поколения, а также в связи с нарастанием устойчивости возбудителей к канамицину.
Аминогликозид III поколения амикацин рассматривается в настоящее время как препарат резерва, который нежелательно назначать широко и часто, чтобы предотвратить распространение устойчивости возбудителей к нему. Устойчивость возбудителей к амикацину пока распространена мало. Перекрёстная устойчивость с другими аминогликозидами неполная, и часто возбудители, устойчивые к аминогликозидам II поколения, остаются чувствительными к амикацину. Характерно также, что устойчивость возбудителей к амикацину нарастает медленнее, чем к препаратам II поколения. Устойчивость возбудителей к препаратам II поколения, в частности гентамицину, также развивается медленнее, чем к препаратам I поколения канамицину и стрептомицину.

## Фармакокинетика аминогликозидов
Все аминогликозиды в норме плохо всасываются в просвете кишечника и действуют только местно. Это позволяет применять их внутрь без нежелательных проявлений системной токсичности для деконтаминации кишечника перед плановыми хирургическими операциями на кишечнике и органах брюшной полости, для лечения острых кишечных инфекций, вызванных чувствительными к аминогликозидам неинвазивными (то есть не проникающими за пределы кишечника) возбудителями, а также для снижения продукции аммиака кишечными бактериями при острой и хронической печёночной недостаточности, печёночной коме (гепатаргии). Основным аминогликозидом для перорального применения является неомицин.
Аминогликозиды могут всасываться при местном применении для орошения их растворами или смазывании содержащими их мазями ожоговых поверхностей, язв или ран. При этом может проявиться системная токсичность (ото- или нефротоксичность).
Аминогликозиды хорошо всасываются после внутримышечного введения. Пик концентрации аминогликозидного антибиотика в плазме крови достигается через 30-90 мин после в/м введения. Аминогликозиды не метаболизируются в организме. Выводятся все аминогликозиды в неизменённом виде почками. При нормальной функции почек период полувыведения большинства аминогликозидов составляет около 2 ч. При почечной недостаточности период полувыведения значительно увеличивается и может произойти кумуляция (накопление) антибиотика и проявиться нефро- или ототоксическое действие.
В процессе выведения почками создаются очень высокие концентрации аминогликозидов в моче, в 5-10 раз превышающие концентрации в плазме крови и, как правило, многократно превышающие минимальные бактерицидные концентрации для большинства грамотрицательных возбудителей мочевых инфекций. Благодаря этому аминогликозиды высокоактивны при инфекциях мочевых путей (пиелонефритах, циститах, уретритах).
Очень высокие концентрации аминогликозидов создаются в корковом слое почек и в эндолимфе внутреннего уха. Этим объясняется избирательное токсическое действие аминогликозидов на почки и на орган слуха. Вместе с тем именно это свойство делает аминогликозиды препаратами выбора при тяжёлых острых бактериальных нефритах и остром лабиринтите (воспалении внутреннего уха).
Аминогликозиды легко проникают во внеклеточные пространства, а также в плевральную, перитонеальную и синовиальную жидкости. Однако они плохо проникают в спинномозговую жидкость (ликвор) и в жидкие среды глаза, а также в ткани простаты. Поэтому аминогликозиды неэффективны при системном введении при менингитах и энцефалитах, офтальмитах, простатитах, даже вызванных чувствительными к ним микроорганизмами. При менингите и энцефалите, вызванном чувствительными микроорганизмами, может практиковаться эндолюмбальное введение аминогликозидов.
Клиническая эффективность аминогликозидов в большинстве случаев зависит от их пиковой концентрации в плазме крови, а не от поддержания постоянной концентрации, поэтому в большинстве клинических ситуаций их можно вводить 1 раз в сутки, всю суточную дозу сразу. При этом снижается нефротоксичность, а терапевтический эффект не изменяется. Однако при тяжёлых инфекциях, таких, как бактериальный эндокардит, сепсис, тяжёлые пневмонии, такой режим введения недопустим и следует отдавать предпочтение классическому режиму, при котором стрептомицин, канамицин и амикацин вводятся 2 раза в сутки, а гентамицин, тобрамицин и нетилмицин — 2-3 раза в сутки. В некоторых случаях, например, при тяжёлом сепсисе, целесообразна круглосуточная внутривенная инфузия аминогликозида, поддерживающая его постоянный бактерицидный уровень в плазме.

## Побочное действие
Ототоксичность, нефротоксичность.
Ототоксическое действие (снижение слуха, вплоть до полной необратимой глухоты, различные вестибулярные и лабиринтные нарушения) аминогликозидов обусловлены продуцированием активных форм кислорода (АФК) в тканях во внутреннем ухе, что приводит к гибели клеток . В Китае опыт применения в качестве антиоксиданта (для защиты тканей от АФК) ацетилсалициловой кислоты (аспирина) показал многократное снижение эффектов ототоксичности  .

## Применение при беременности и в период грудного вскармливания
Противопоказаны при беременности (ототоксическое и нефротоксическое действие). 